# Bindura
Bindura (Ursprünglich Pindira) ist die Hauptstadt der Provinz Mashonaland Central in Simbabwe. Zusammen mit ihrem Umland stellt sie einen der Urbanen Distrikte Simbabwes mit 51.394 Einwohnern (2022) und einer Fläche von etwa 20 km².

## Geografie
Bindura liegt 70 km nordöstlich von Harare auf etwa 1120 m Höhe am Great Dyke sowie an der Straße (P1) und der Eisenbahnstrecke Harare-Shamva. Der Urbane Distrikt ist in 12 Wards aufgeteilt.

## Wirtschaft
Bindura ist eine Bergbaustadt, in der von Unternehmen wie Bindura Nickel Corporation Limited Kupfer-, Nickel- und Cobalterze gefördert und verhüttet werden. Entsprechende verarbeitende Industrie ist hier angesiedelt. Anglogold Ashanti fördert in der Mine Freda-Rebecca nahe bei Bindura 51.091 Unzen Gold im Jahr (2003, damals US-Dollar 268/Unze Weltmarktpreis, im Jahr 2006 über 450). Die Reserven dieser Mine wurden damals auf 300.000 Unzen geschätzt.

## Infrastruktur
Bindura hat eine intakte Wasser- und Elektrizitätsversorgung und die Telefonverbindung ist zuverlässig. Die Stadt beherbergt 3 Universitäten, 10 Grundschulen, 3 weiterführende Schulen, 3 Krankenhäuser, 2 Polikliniken, 6 Geschäftsbanken, Einzel- und Großhandel, 2 Hotels und einen 18-Loch-Golfplatz im Country Club. In der Stadt hat die Bindura University of Science Education ihren Sitz und Hauptcampus, 1996 als College begonnen und im Februar 2000 durch Gesetzeskraft zur Universität erhoben. Die Universität ist gegliedert in die Fakultät für Naturwissenschaften, Fakultät für Ingenieurwissenschaften, Fakultät für Landwirtschaft und Umweltwissenschaften, Fakultät für Handel sowie Fakultät für Sozial- und Geisteswissenschaften. In Harare gibt es einen zweiten Campus.
Bindura ist eine Hochburg des Movement for Democratic Change (MDC).

## Bevölkerungsentwicklung
Bevölkerungsentwicklung
| Jahr          | Einwohner |
| ------------- | --------- |
| 1982 (Zensus) | 18.243    |
| 1992 (Zensus) | 21.167    |
| 2002 (Zensus) | 33.637    |
| 2012 (Zensus) | 42.861    |
| 2022 (Zensus) | 51.394    |